# Rey pájaro
Rey pájaro era un personaje pícaro y jaranero a quien se le permitían ciertas travesuras durante los holgorios aldeanos de Navidad en la Edad Media y en época premoderna en España.

## Orígenes
En los festejos navideños de diversos lugares rurales de España se desarrolló la tradición de seleccionar a un miembro de la comunidad para desempeñar el papel de "Rey pájaro". No se sabe exactamente cómo se realizaba esta selección, y es posible que se tratara más bien de una aceptación o tolerancia por parte del colectivo del autor de ciertas travesuras. Este, vestido de pájaro y acompañado por un grupo de muchachos, celebraba el espíritu alegre de las parrandas invadiendo corrales para el robo de animales (gallinas, ovejas) que luego se preparaban y se ofrecían para el consumo general. Esta tradición llegó a ser tan común y convencional que en algunas localidades al Rey pájaro se le daban ciertas responsabilidades comunitarias, como el mantenimiento de los caminos. En el Libro intitvlado discvrsos del pan y del vino del niño Iesus, publicado por primera vez en 1600, por ejemplo, se propone que este personaje se encargue de reparar los caminos dañados por aguas: "...trata de cómo se pueden adovar los caminos, y las quebradas, y arroyadas, y los barrancos para que haya junqueras para los bueyes. Y ordena para esto, que el Rey Pájaro, que suelen señalar en las Aldeas por las fiestas de Navidad, habría de tomar esto à su cargo, dándosele potestad para ello, y que él pudiese mandar, que los días que durase su reinado, se reconociesen los campos, y remediasen estos daños..." (217r). Sin embargo, en otros lugares los excesos del Rey pájaro llegaban a extremos que no se toleraban, y que fueron sancionados legalmente. Aunque guarda semejanza con otras figuras carnavalescas, parece que el Rey pájaro se asociaba principalmente con las Navidades.